# Montraillant
Le Montraillant est une montagne de France située en Savoie, entre la combe de Savoie et plus précisément le val Coisin au nord-ouest et le val Gelon au sud-est, constituant l'extrémité septentrionale des contreforts de la chaîne de Belledonne.

## Toponymie
« Montraillant » constitue la graphie de l'Institut national de l'information géographique et forestière (IGN) bien que les graphies « Montraillan », « Mont Raillant » ou « Mont-Raillant » puissent également être rencontrées,.

## Géographie
La montagne de Montraillant est située dans le Sud-Est de la France, en Savoie, au sud-est de Chambéry et de Montmélian, au nord-est de Pontcharra, au sud de Saint-Pierre-d'Albigny et au sud-ouest d'Aiton. Elle est encadrée au nord-ouest par la combe de Savoie qui la sépare du massif des Bauges, au sud-est par le val Gelon qui le sépare de la chaîne principale de Belledonne et notamment de la chaîne des Hurtières et au sud par les gorges du Bréda qui les séparent de la montagne de Brame-Farine, située en Isère et dont Montraillant constitue le prolongement au nord-est.
De forme allongée sur près de 19 kilomètres, elle est massive dans sa partie méridionale avec près de 3 kilomètres de largeur, s'élevant jusqu'à 809 mètres d'altitude au Gros Mollard, et s'abaisse progressivement en allant vers le nord, jusqu'à Bourgneuf où elle disparait dans les sédiments alluviaux qui ont comblé l'ancien lac de la combe de Savoie,. Son point culminant est constitué d'une crête allongée sans toponyme dans le centre de la montagne, juste au sud-ouest du château de Montmayeur, et s'élevant à 811 mètres d'altitude. Ses pentes boisées sont parcourues de nombreux chemins et comportent plusieurs hameaux et villages.
D'un point de vue géologique, la montagne est constituée de strates calcaires et marneuses du Bajocien plissées vers l'ouest et recouverts de lambeaux de moraines quaternaires déposées par le glacier de l'Isère au cours de glaciations successives et notamment la dernière qui a terminé de modeler la montagne en forme de fuseau,. Au moment des maximums glaciaires, la montagne est entièrement recouverte par le glacier de l'Isère.

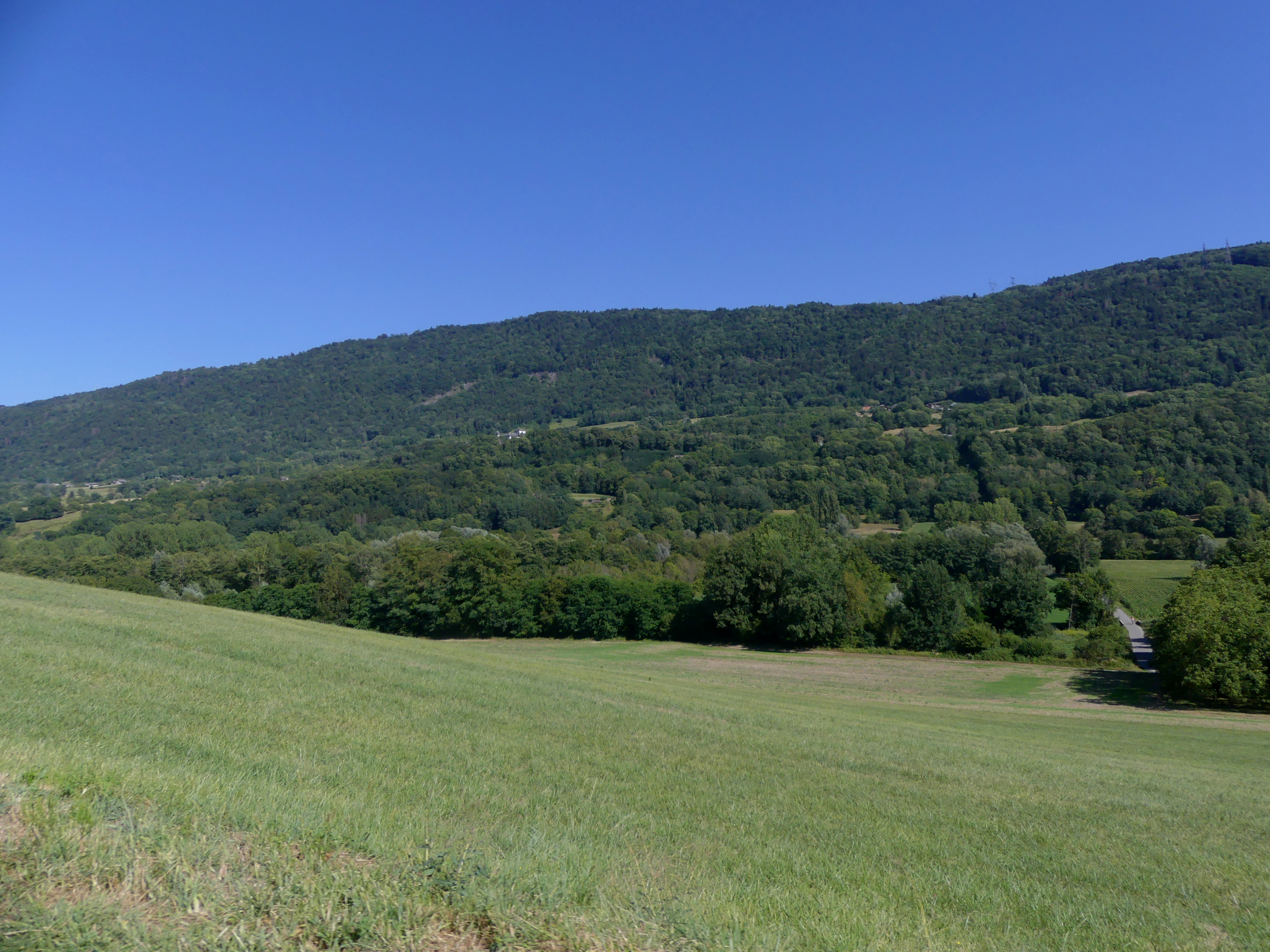
Vue de Montraillant depuis Sainte-Hélène-du-Lac à l'ouest.

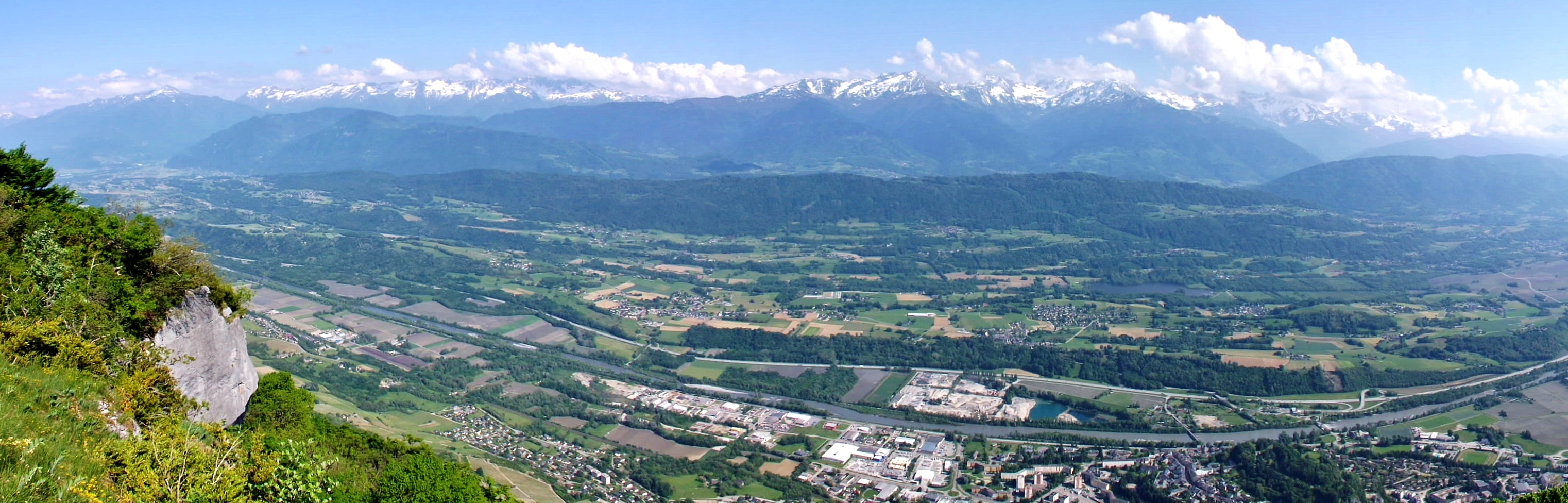
Vue panoramique de la partie aval de la combe de Savoie depuis la roche du Guet avec le Montraillant au centre au pied de la chaîne de Belledonne.